# My Classics! 2
My Classics! 2 é o nono álbum, porém o oitavo álbum de estúdio da cantora Ayaka Hirahara. É uma sequencia do álbum de 2009 my Classics!, e assim como o primeiro, apesar de aparentar ser, o álbum não é uma coletânea (compilação), o título refere-se as melodias das músicas, já que todas melodias são de canções clássicas, porém a Ayaka Hirahara escreveu as letras (lirics). Após uma semana do lançamento o álbum já vendeu 13 826 cópias em todo Japão, ficando em quinto lugar dos álbuns mais vendido durante o período de 9 a 16 de junho de 2010, de acordo com a pesquisa da Oricon.

## Faixas
Faixas do álbum My Classics 2:
| N.º | Título                                                     | Letras | Música                   | Duração |  |
| 1.  | "Serenade ~A cappella~ (セレナーデ ~アカペラ~)"            | Ayaka Hirahara | Pyotr Ilyich Tchaikovsky | 1:11    |  |
| 2.  | "Sleepers, Wake!"                                          | Ayaka Hirahara | Johann Sebastian Bach    | 3:21    |  |
| 3.  | "Ifuu Doudou (威風堂々)"                                   | Ayaka Hirahara | Edward Elgar             | 5:19    |  |
| 4.  | "my love"                                                  | Ayaka Hirahara | George Frideric Handel   | 3:22    |  |
| 5.  | "JOYFUL, JOYFUL"                                           | Vincent Brown / Anthony Criss / Kier Gist / Berry Gordy / Alphonso Mizell / Terry Lewis / Frederick James Perren / Deke Richards / James Harris | Ludwig van Beethoven     | 4:25    |  |
| 6.  | "adagio"                                                   | Ayaka Hirahara | Sergei Rachmaninoff      | 3:48    |  |
| 7.  | "Soruveigu no Uta (ソルヴェイグの歌)"                      | Ayaka Hirahara | Edvard Grieg             | 5:15    |  |
| 8.  | "Aranjuez Concerto (アランフェス協奏曲) ~ Spain"           | Ayaka Hirahara | Joaquin Rodrigo          | 6:25    |  |
| 9.  | "CARMEN ~Je t'aime!~"                                      | Ayaka Hirahara | Georges Bizet            | 3:43    |  |
| 10. | "mama’s lullaby"                                           | Ayaka Hirahara | Johannes Brahms          | 3:19    |  |
| 11. | "Ave Maria! ~Schubert~ (～シューベルト～)"                 | Ayaka Hirahara | Schubert                 | 2:25    |  |
| 12. | "Keropak (ケロパック)"                                     | Ayaka Hirahara | Pyotr Ilyich Tchaikovsky | 2:42    |  |
| 13. | "Sailing my life ~feat. Norimasa Fujisawa (藤澤ノリマサ)~" | Ayaka Hirahara / Norimasa Fujisawa | Ludwig van Beethoven     | 4:54    |  |
| 14. | "Love Never Dies (Bonus Track)"                            | Ayaka Hirahara | Andrew Lloyd Webber      | 5:16    |  |